# Burgstall Wilpasing
Der Burgstall Wilpasing ist eine abgegangene hochmittelalterliche Niederungsburg auf 483 m ü. NHN etwa 700 m östlich von Wilpasing, einem Gemeindeteil der Stadt Bad Aibling im Landkreis Rosenheim von Bayern. Er wird als Bodendenkmal unter der Aktennummer D-1-8138-0146 als „verebneter Wasserburgstall des hohen oder späten Mittelalters“ geführt.

## Beschreibung
Der grob viereckige Burgstall liegt auf der gleichen Höhe wie die im Westen vorbeifließende Glonn und  700 m östlich des Weilers Wilpasing. Die Ausmaße des Burgstalls betragen in West-Ost-Richtung ca. 120 m und in Nord-Süd-Richtung 70 m. Das Areal des Burgplatzes liegt auf einem Ackergebiet.